# UDF 2457
UDF 2457 — зірка в сузір‘ї Піч. Находиться на відстані 59 000 світлових років (18 кілопарсек) від Землі. Належить до червоних карликів та має видиму зоряну величину +25.
Діаметр галактики Чумацький шлях становить 100 000 світлових років, і Сонце знаходиться на відстані 25 000 світлових років від галактичного центра. Зірка UDF 2457 може бути однією з найвіддаленіших серед відомих зірок усередині галактичного диска Млечного Пути.
Зірка відкрита під час огляду неба «Hubble Ultra Deep Field», де виявилася найдальшою зі зірок.